# Cadena A
Cadena A (anteriormente Red Digital) es un canal de televisión abierta boliviano con sede en La Paz y Santa Cruz, de cobertura nacional y programación generalista. Fue lanzado originalmente en 1999, con el nombre de Red Digital y luego renombrado como Cadena A Red Nacional en 2003.
Su programación consistía en su mayoría de programas propios, que provenían de La Paz y Santa Cruz, asi como noticiarios, infomerciales, programas pagados y en muy pocas ocasiones, programas enlatados. 
El canal estrenó su nueva revista matinal, Levántate Bolivia, el 14 de febrero de 2011. En septiembre de 2012, repuso la serie boliviana Tres de nosotr@s, emitida originalmente por ATB en 2002-2003.
Sin embargo, en agosto de 2019, con un nuevo logo y graficos se relanzo como Cadena A HD, eliminando toda su programacion propia a favor de transmitir series norteamericanas, documentales de Discovery Inc., telenovelas de Canal RCN así como de SBT y producciones que ya se emitieron por varios canales, en su mayoría de Unitel. Es el canal más joven desde el lanzamiento de PAT en 1996.
En la actualidad emite la señal de Television digital terrestre en el canal 2.2 en la ciudad de La Paz y El Alto y en el canal 9.2 en la ciudad de Santa Cruz.

## Estaciones y redes
Cadena A opera sus señales por medio de la entidad "Compañía Comercial Minera Ricacruz Ltda.". Solo en la ciudad de La Paz y Santa Cruz comparte mux con Unitel, a través de la televisión digital terrestre. Las siguientes estaciones transmiten la programación de la red:  
| Ciudad                  | Canal | Canal digital | Operador                                                                              |
| ----------------------- | ----- | ------------- | ------------------------------------------------------------------------------------- |
| La Paz                  | 36    | 2.2 (28 UHF)  | Compañia Comercial Minera RICACRUZ Ltda. (señal analógica) Ecor Ltda. (señal digital) |
| Santa Cruz de la Sierra | 36    | 9.2 (31 UHF)  | Compañia Comercial Minera RICACRUZ Ltda. (señal analógica) Ecor Ltda. (señal digital) |
| Cochabamba              | 36    | Ninguno       | Compañia Comercial Minera RICACRUZ Ltda. (señal analógica) Ecor Ltda. (señal digital) |
| Trinidad                | 18    | Ninguno       | Compañia Comercial Minera RICACRUZ Ltda.                                              |
| Sucre                   | 18    | Ninguno       | Compañia Comercial Minera RICACRUZ Ltda.                                              |
| Oruro                   | 18    | Ninguno       | Compañia Comercial Minera RICACRUZ Ltda.                                              |
| Cobija                  | 18    | Ninguno       | Compañia Comercial Minera RICACRUZ Ltda.                                              |
| Potosí                  | 18    | Ninguno       | Compañia Comercial Minera RICACRUZ Ltda.                                              |
| Tarija                  | 18    | Ninguno       | Compañia Comercial Minera RICACRUZ Ltda.                                              |

## Logotipos

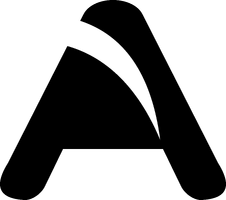
2008-2014
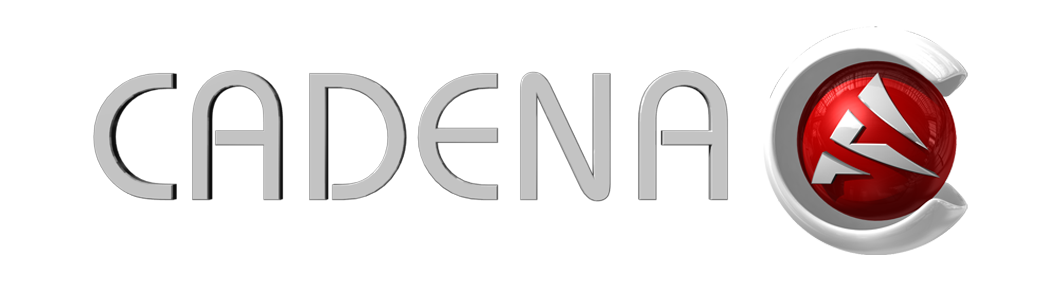
2021-Presente

## Locutores
- Ricardo Irusta (2011-2021)
- Nils Quiroz (2021-Presente)

## Galería.- Ubicación en Santa Cruz

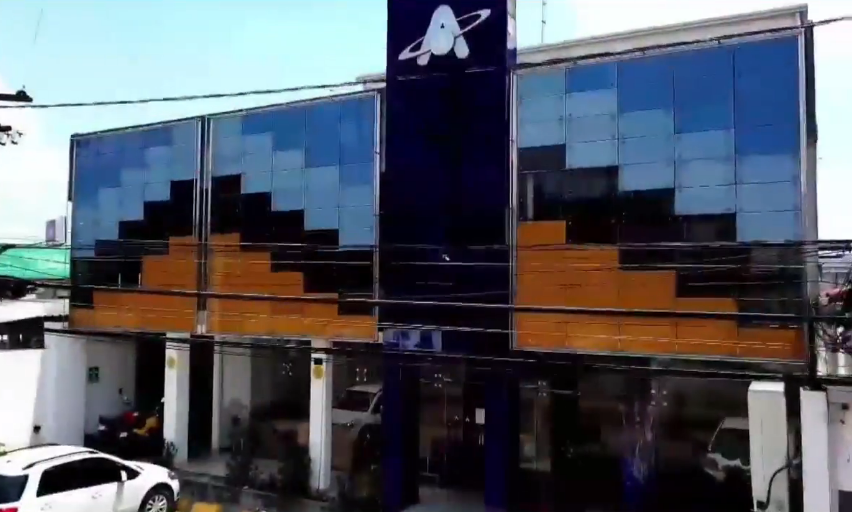
3er. Anillo Ext. Av. Bánzer lado Surtidor Genex
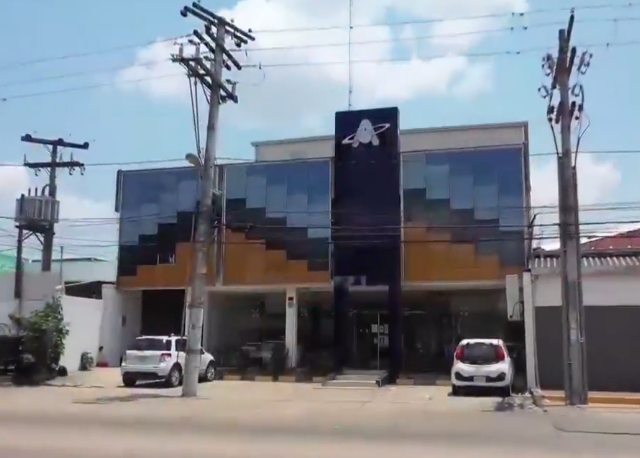
Fotografía II
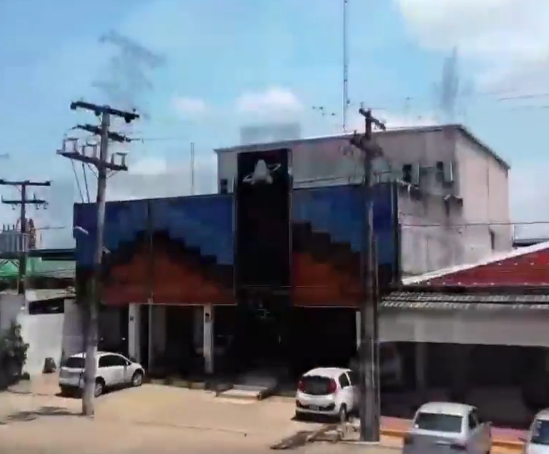
Fotografía III